# Pakistanische Faustballnationalmannschaft
Die pakistanische Faustballnationalmannschaft ist die von den pakistanischen Nationaltrainern getroffene Auswahl pakistanischer Faustballspieler. Sie repräsentieren die Pakistan Fistball Federation auf internationaler Ebene bei Veranstaltungen der International Fistball Association.

## Männernationalmannschaft
2015 nahm die pakistanische Männernationalmannschaft zum ersten Mal an einer Weltmeisterschaft teil. Im Spiel um den 11. Platz verlor Pakistan gegen Tschechien mit 0:2 und wurde Zwölfter. Damit platzierte sich das Team aber vor Australien und Südafrika, die ebenfalls zum ersten Mal an einer Weltmeisterschaft teilnahmen.

### Internationale Erfolge

#### Weltmeisterschaften
| - 2015 in Argentinien: 12. Platz (von 14) |

#### Asienmeisterschaften
| - 2014 in Pakistan: 1. Platz (von 4) - 2018 in Australien: nicht teilgenommen |

### Aktueller Kader
Kader bei der Faustball-WM 2015 in Argentinien:
- #1 Awan Mujaded (Angriff)
- #2 Ahmed Ammar (Abwehr)
- #3 Riaz Umer (Angriff)
- #4 Ahmad Sultan (Zuspiel)
- #6 Muhammad Ehsan (Abwehr)
- #7 Ahmed Luqman (Abwehr)

#### Trainer
| Name        | Funktion        |
| ----------- | --------------- |
| Ahmed Usman | Nationaltrainer |

### Statistiken
Gegen insgesamt acht Länder bestritt die Pakistanische Faustballnationalmannschaft bisher Länderspiele.
| Gegner             | Spiele | + | - |
| ------------------ | ------ | - | - |
| Argentinien        | 1      | 0 | 1 |
| Australien         | 3      | 3 | 0 |
| Indien             | 1      | 1 | 0 |
| Kolumbien          | 2      | 0 | 2 |
| Namibia            | 1      | 0 | 1 |
| Nepal              | 1      | 1 | 0 |
| Südafrika          | 2      | 2 | 0 |
| Tschechien         | 1      | 0 | 1 |
| Vereinigte Staaten | 1      | 0 | 1 |

### Länderspiele
Aufgelistet sind alle Spiele, die die Faustballnationalmannschaft Pakistans in seiner bisherigen Zeit bestritt.
| Datum         | Ergebnis | Gegner             | Austragungsort            | Anlass                            | Bemerkungen       |
| ------------- | -------- | ------------------ | ------------------------- | --------------------------------- | ----------------- |
| 10. Apr. 2014 | 3:0      | Nepal              | Lahore                    | Faustball-Asienmeisterschaft 2014 |                   |
| 10. Apr. 2014 | 3:2      | Australien         | Lahore                    | Faustball-Asienmeisterschaft 2014 |                   |
| 11. Apr. 2014 | 3:2      | Indien             | Lahore                    | Faustball-Asienmeisterschaft 2014 | Finale            |
| 15. Nov. 2015 | 3:1      | Südafrika          | Embalse                   | Faustball-Weltmeisterschaft 2015  |                   |
| 15. Nov. 2015 | 3:0      | Australien         | Embalse                   | Faustball-Weltmeisterschaft 2015  |                   |
| 15. Nov. 2015 | 1:3      | Kolumbien          | Embalse                   | Faustball-Weltmeisterschaft 2015  |                   |
| 16. Nov. 2015 | 3:1      | Südafrika          | Embalse                   | Faustball-Weltmeisterschaft 2015  |                   |
| 16. Nov. 2015 | 3:1      | Australien         | Embalse                   | Faustball-Weltmeisterschaft 2015  |                   |
| 16. Nov. 2015 | 0:3      | Kolumbien          | Embalse                   | Faustball-Weltmeisterschaft 2015  |                   |
| 17. Nov. 2015 | 0:3      | Argentinien        | Santa Rosa de Calamuchita | Faustball-Weltmeisterschaft 2015  |                   |
| 20. Nov. 2015 | 0:3      | Vereinigte Staaten | Villa General Belgrano    | Faustball-Weltmeisterschaft 2015  |                   |
| 20. Nov. 2015 | 0:3      | Namibia            | Villa General Belgrano    | Faustball-Weltmeisterschaft 2015  |                   |
| 21. Nov. 2015 | 0:2      | Tschechien         | Villa General Belgrano    | Faustball-Weltmeisterschaft 2015  | Spiel um Platz 11 |